# ساوت ویندهم، مین
ساوت ویندهم (به انگلیسی: South Windham) یک منطقهٔ مسکونی در ایالات متحده آمریکا است که در شهرستان کامبرلند، مین واقع شده‌است. ساوت ویندهم ۳٫۳ کیلومتر مربع مساحت و ۱٬۳۷۴ نفر جمعیت دارد و ۴۶٫۹۴ متر بالاتر از سطح دریا واقع شده‌است.